# あゝ陸軍隼戦闘隊
『あゝ陸軍隼戦闘隊』（あありくぐんはやぶさせんとうたい）は、1969年11月1日に公開された、村山三男監督の戦争映画。
加藤建夫と加藤隼戦闘隊を描いた作品で主演は佐藤允。佐藤は東宝を退社したばかりであったが、大映での撮影でも勝手が違うということはなかったと述べている。同じ題材を扱った映画『加藤隼戦闘隊』（1944年）で加藤を演じた藤田進も出演している。

## キャスト
- 佐藤允 : 加藤建夫
- 藤村志保 : 夫人加寿子
- 本郷功次郎 : 安藤少尉
- 宇津井健 : 三宅少佐
- 南美川洋子 : 立花圭子
- 平泉征 : 木原少尉
- 長谷川明男 : 大江中尉
- 藤巻潤 : 趙英俊
- 平井岐代子 	木原寿美
- 北原義郎 	志村少佐
- 石山健二郎 	山下奉文
- 仲村隆 	本庄大尉
- 根岸一正 : 水野軍曹
- 三夏伸 	沢井軍曹
- 高見国一 	島田伍長
- 石山律 : 手塚軍曹
- 森矢雄二 : 松本軍曹
- 喜多大八 : 森伍長
- 稲妻竜二 : 小川伍長
- 伊東光一 : 大佐
- 杉森麟 : 大佐
- 原田玄 : 中佐
- 小山内淳 : 中佐
- 北城寿太郎 : 参謀
- 花布辰男 : 参謀
- 豪健司 	参謀
- 浜世津子 : 圭子の母
- 吉原直樹 : 坊や
- 田中三津子 : 芸者
- 笠原玲子 : 芸者
- 藤道子 : 芸者
- 橋本力 : 憲兵
- 九段吾郎 : 憲兵
- 松山新一 : 衛兵司令
- 早川雄三 : 歩兵大隊長
- 藤山浩二 : 歩兵大隊副
- 見明凡太朗 : 歩兵聯隊長
- 露口茂 : 正木中尉
- 峰岸隆之介 : 人見伍長
- 島田正吾 : 徳原好道
- 藤田進 : 木原慎吾

## スタッフ
- 監督：村山三男
- 特撮監督 : 湯浅憲明
- 脚本：須崎勝弥
- 製作 : 永田雅一
- 企画 : 関幸輔、仲野和正
- 撮影：鈴木東陽
- 音楽：大森盛太郎
- 美術：高橋康一
- 編集：鈴木東陽

## 併映作品
- 『二代目若親分』